# Marcos Paulo Alves
Marcos Paulo Alves (Doresópolis, 1977. május 11. –) brazil válogatott labdarúgó.
A brazil válogatott tagjaként részt vett az 1999-es Copa Americán és az 1999-es konföderációs kupán.

## Statisztika
| Brazil válogatott | Brazil válogatott | Brazil válogatott |
| Időszak           | Mérk.             | gól               |
| ----------------- | ----------------- | ----------------- |
| 1999              | 2                 | 1                 |
| 2000              | 1                 | 0                 |
| Összesen          | 3                 | 1                 |